# Royaume des Serbes, Croates et Slovènes
Ne doit pas être confondu avec État des Slovènes, Croates et Serbes.
1918–1929
Entités précédentes :
- Royaume de Serbie
- État des Slovènes, Croates et Serbes
- État libre de Fiume (1924)

Entités suivantes :
- Royaume de Yougoslavie

Le royaume des Serbes, Croates et Slovènes est un ancien État d'Europe proclamé à partir du 1er décembre 1918 sous l'égide de la monarchie serbe des Karađorđević. Le 3 octobre 1929, cet État est rebaptisé « royaume de Yougoslavie » sous le règne du roi Alexandre Ier.

## Formation

Les origines des territoires du nouvel État slave :
Autriche-Hongrie
Cisleithanie (Autriche)
Transleithanie (Hongrie)
Bosnie-Herzégovine
Autres
Royaume de Serbie
Royaume de Monténégro
Bulgarie

Le 1er décembre 1918, le royaume est proclamé par le prince-régent Alexandre Karađorđević au nom de son père Pierre Ier de Serbie qui prend alors le titre de roi des Serbes, Croates et Slovènes. Le nouveau royaume est constitué par la fusion de l'éphémère État des Slovènes, Croates et Serbes, rassemblant les populations slovènes, croates et serbes de l'ancienne Autriche-Hongrie, avec les royaumes de Serbie et du Monténégro, lequel avait intégré le royaume serbe trois jours auparavant.
Par plébiscite, le duché de Carinthie choisit de rester en Autriche. En Dalmatie, le port de Zadar (Zara) et quelques îles sont cédés à l'Italie. La ville de Rijeka est déclarée « État libre de Fiume », mais elle est rapidement occupée et annexée en 1924 par l'Italie. Les tensions frontalières persistent avec l'Italie qui revendique une plus grande partie de la côte dalmate, tandis que le nouvel État réclame l'Istrie.
Le gouvernement tente d'unir le pays politiquement et économiquement, mais la tâche s'annonce ardue en raison de la grande diversité de religions, de langues, de nationalités dans un contexte où les différences d'histoire entre les peuples et les grands écarts de développements économiques n'aident pas non plus.

## Histoire

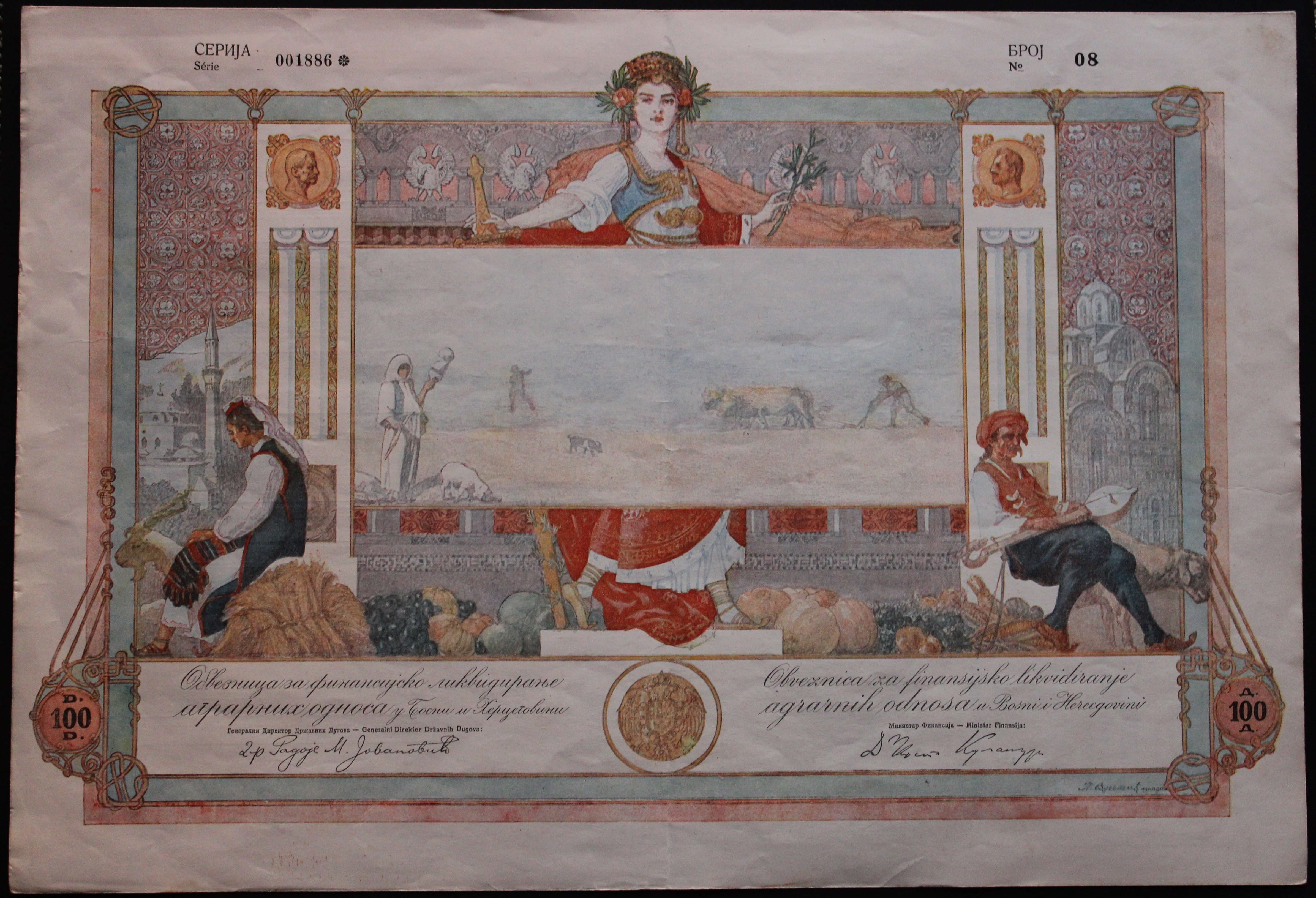
Obligation du Royaume des Serbes, Croates et Slovènes en date du 18 juin 1921.

Le pays connaît d'abord un régime de monarchie constitutionnelle avec un régime parlementaire. La Constitution du royaume, dite « Vidovdan » est adoptée le 28 juin 1921 par le Parlement réuni en assemblée constituante ; par le vote de 223 députés sur un total de 285 présents (soit une confortable majorité de 78,24 %), représentant un quorum maximal de 53,2 % sur un nombre total de députés de 419. Comme 35 députés votent contre et 161 s'abstiennent, la majorité est donc en fait très faible.
Cependant, des tensions interviennent rapidement. Dès 1920, le prince-héritier et régent du royaume Alexandre juge utile de dissoudre le Parti communiste fondé un an auparavant. Un an après, à la mort du roi Pierre Ier, son fils monte sur le trône sous le nom d'Alexandre Ier.
Lors des élections législatives de mars 1923, le Parti paysan croate républicain (PPC) essaie de mobiliser l'électorat contre le gouvernement central. Il remporte 70 sièges avec 473 733 suffrages exprimés, ce qui représente la majorité de l'électorat en Croatie septentrionale et méridionale, ainsi que l'électorat croate en Bosnie et en Herzégovine. Mais en juin 1928, son président-fondateur Stjepan Radić est assassiné en plein Parlement par un collègue monténégrin. Cet événement provoque de graves troubles dans le pays et l'année suivante, le roi décide de mettre fin à la Constitution de 1921 et de rebaptiser le pays « royaume de Yougoslavie ».

## Politique

### Rois des Serbes, Croates et Slovènes
1. 1er décembre 1918 - 16 août 1921 : Pierre Ier
2. 16 août 1921 - 3 octobre 1929 : Alexandre Ier

### Régent des Serbes, Croates et Slovènes
1. 1er décembre 1918 - 16 août 1921 : Alexandre

### Premiers ministres
- Stojan Protić (1918-1919)
- Ljubomir Davidović (1919-1920)
- Stojan Protić (1920)
- Milenko Vesnić (Vesnitch) (1920-1921)
- Nikola Pašić (1921-1924)
- Ljubomir Davidović (1924)
- Nikola Pašić (1924-1926)
- Nikola Uzunović (1926-1927)
- Velimir Vukićević (1927-1928)
- Anton Korošec (1928-1929)